# Knútsdrápa
Knútsdrápur (plural de Knútsdrápa) son poemas escáldicos en Nórdico antiguo. Composiciones en forma de drápur que se recitaban para alabar y ensalzar a algunos reyes daneses. Los más conocidos son:
- Para Canuto el Grande
  - Knútsdrápa de Óttarr svarti.[1][2]
  - Knútsdrapa de Sigvatr Þórðarson.[3]
  - Ocho fragmentos poéticos supuestamente derivados de un Knútsdrapa de Hallvarðr Háreksblesi.[4]

- Para Canuto IV de Dinamarca
  - Knútsdrapa de Markús Skeggjason.[5]